# Reguła Hunda
Reguła Hunda – reguła mówiąca, że w atomie, w celu uzyskania najbardziej korzystnego energetycznie zapełnienia orbitali atomowych, powinno być jak najwięcej elektronów niesparowanych. Elektrony ulegają sparowaniu po pojedynczym zapełnieniu wszystkich form przestrzennych danych orbitali danej powłoki elektronowej.
Kolejność wypełniania podpowłok – reguły Hunda:
1. Zapełnione powłoki nie wnoszą wkładu do L (całkowity orbitalny moment pędu) i S (całkowity spinowy moment magnetyczny).
2. W stanie podstawowym elektrony o tej samej wartości l są rozmieszczane tak, żeby wypadkowy spin S był maksymalny. Stany o wyższej multipletowości mają więc niższe energie. Regułę tę można interpretować w taki sposób, że ustalenie jednakowych spinów dla elektronów wymusza różnicowanie ich części przestrzennych funkcji falowej (zakaz Pauliego). To z kolei zmniejsza nakładanie się jednoimiennego ładunku elektronów i osłabia energię kulombowską[1].
3. Po osiągnięciu maksymalnej wartości S elektrony są rozmieszczane pomiędzy stany o ml w taki sposób, żeby zmaksymalizować mL= Σml Dla danej 2S+1, stany o niższej energii mają większe L. Tę regułę można interpretować w taki sposób, że elektrony wirujące w tym samym kierunku unikają się skuteczniej niż wirujące w kierunkach przeciwnych, znowu minimalizując energię kulombowską[1].
4. Po uwzględnieniu energii LS najniższe energie mają:
  - Termy o najmniejszych wartościach J dla podpowłok zapełnionych mniej niż w połowie,
  - Termy o największych wartościach J dla podpowłok zapełnionych więcej niż w połowie (zmienia się znak pola magnetycznego działającego na elektron).

Efekt zmiany preferencji J w oddziaływaniu spin-orbita (zmianę znaku współczynnika sprzężenia) w miarę wypełnienia podpowłoki zgrabnie opisuje np. Carsten Timm (str. 9-10). Krótko mówiąc, po wypełnieniu podpowłoki elektronami o spinach "w górę" - jej wkład do L znika. Następnie postępuje wprowadzanie spinów "w dół", które wymagają przeciwnego znaku L, ale ponieważ wypadkowy S jest wciąż większe od zera, efektywnie następuje odwrócenie znaku współczynnika sprzężenia spin-orbita.
Kolejność wypełniania orbitali
Kolejność zapełniania orbitali elektronowych jest następująca:
 1s → 2s → 2p → 3s → 3p → 4s → 3d → 4p → 5s → 4d → 5p → 6s → 4f → 5d → 6p → 7s → 5 f → 6 d → 7 p
Kolejność ta wynika z następujących postulatów:
1. W kolejnych atomach orbitale elektronowe zapełniane są w kolejności zgodnej z sumą liczb kwantowych n + l.
2. W przypadku identycznej sumy n + l, zapełnianie zgodne jest z rosnącą n.

Powyższa reguła znana jest jako reguła Madelunga (opisana przez E. Madelunga (1881–1972) w 1936) lub reguła Kleczkowskiego (opisana przez W.M. Kleczkowskiego (1900–1972) w 1952). Kleczkowski jako pierwszy (w 1962) podał podstawy teoretyczne pierwszej części reguły, natomiast podstawy teoretyczne dla drugiej części sformułował w 1979 roku D. Pan Wong. Mnemotechnicznie można to zapamiętać jako czytanie "ukosem" poniższej macierzy trójkątnej:

Kolejność zapełniania orbitali elektronowych

Powyższa regularność jest zaburzona w niektórych przypadkach w wyniku promocji elektronowej.